# Gabriel Zamora (Messico)
Gabriel Zamora è una municipalità dello stato di Michoacán, nel Messico centrale, il cui capoluogo è la località di Lombardia.
La municipalità conta 21.294 abitanti (2010) e ha un'estensione di 367,33 km².
Il nome della località è dedicato a Gabriel Zamora, leader dei contadini.